# Krasnopol (Polska)
Krasnopol – wieś (dawniej miasto) w Polsce położona na Pojezierzu Wschodniosuwalskim, w województwie podlaskim, w powiecie sejneńskim, siedziba gminy Krasnopol. Miejscowość leży przy drodze wojewódzkiej nr 653.
| SIMC    | Nazwa        | Rodzaj    |
| ------- | ------------ | --------- |
| 0760892 | Brogi        | część wsi |
| 0760900 | Czortek      | część wsi |
| 0760917 | Pod Jezioro  | część wsi |
| 0760923 | Pod Las      | część wsi |
| 0760930 | Pod Pawłówką | część wsi |
| 0760946 | Rozbójnica   | część wsi |

Krasnopol uzyskał lokację miejską w 1770 roku. Został zdegradowany w 1825 roku. Miasto królewskie w ekonomii grodzieńskiej położone było w końcu XVIII wieku w powiecie grodzieńskim województwa trockiego. W latach 1954–1972 wieś należała i była siedzibą władz gromady Krasnopol. W latach 1975–1998 miejscowość administracyjnie należała do województwa suwalskiego.
Na terenie Krasnopola znajduje się zabytkowa synagoga z 1850. Do rejestru zabytków wpisany jest też układ urbanistyczny miejscowości. We wsi znajduje się kościół parafialny pod wezwaniem Przemienienia Pańskiego oraz synagoga niepełniąca już swej pierwotnej funkcji.

## Historia

### I Rzeczpospolita
Krasnopol został założony w 1770 z polecenia Antoniego Tyzenhauza w uroczysku Opidemie przy drodze z Sejn do Wigier i Suwałk. Przywilej miejski uzyskał prawdopodobnie w 1782. Według planów miał stać się głównym ośrodkiem klucza dóbr królewski Pomorze, utworzonego w ramach kolonizacji słabo zaludnionej Puszczy Przełomskiej. W trakcie lokalizacji wyznaczono prostokątny rynek o wymiarach 130x90 m z miejscem pod zabudowę kościelną przy południowej pierzei, a także drugi mniejszy rynek. W 1781 erygowano parafię Przemienienia Pańskiego. Pierwotnie powstał na jej potrzeby drewniany kościół.
Osadnictwo w Krasnopolu, mimo przeznaczenia w tym celu dużych terenów, rozwijało się powoli. W 1786 w Krasnopolu zamieszkiwały 94 rodziny. W mieście osiedlali się także Żydzi – w 1786 w mieście było 6 rodzin żydowskich, zaś w 1792 zamieszkiwało 26 rodzin. Miejscowość nie rozwinęła się w większy ośrodek usługowo-handlowy (w 1792 był w niej tylko 1 kramarz i 6 rzemieślników), pozostając dużą osadą rolniczą.

### Królestwo Prus
Po III rozbiorze Polski Krasnopol znalazł się w Królestwie Prus w prowincji Prusy Nowowschodnie w powiecie wigierskim. Na przełomie XVIII i XIX w. Krasnopol liczył 533 mieszkańców i 172 domy, z czego Żydzi stanowili 4,5% (40 osób). W mieście działało 29 rzemieślników. Miejscowość miała charakter rolniczy, zajmując 120 włók. Liczba hodowanych zwierząt przedstawiała się następująco: 137 koni, 170 wołów, 180 krów, 99 cieląt, 375 owiec i 614 świń. W czasach panowania pruskiego Krasnopol utracił prawa miejskie.

### Księstwo Warszawskie i Królestwo Kongresowe
5 lipca 1807 Krasnopol został zajęty przez brygadę gen. Stanisława Fiszera. Krasnopol wszedł następnie w skład departamenty łomżyńskiego w Księstwie Warszawskim.
W 1827 w Krasnopolu zamieszkiwało 1414 mieszkańców, zaś w 1880 liczba ludności wynosiła 2246 osób. W 1862 w miejscu drewnianego kościoła wybudowano murowaną, późnoklasycystyczną świątynię Przemienienia Pańskiego. W XIX wieku Krasnopol, podobnie jak inne miejscowości powiatu sejneńskiego, specjalizował się ówcześnie w uprawie chmielu.
W trakcie powstania styczniowego pod Krasnopolem 26 sierpnia 1863 miała miejsce potyczka oddziału dowodzonego przez Reklewskiego i Dahlena. Po reorganizacji administracyjnej w 1866 Krasnopol wszedł w skład powiatu sejneńskiego w guberni suwalskiej.

### Dwudziestolecie międzywojenne
Po I wojnie światowej Krasnopol wszedł w skład Polski dopiero w sierpniu 1919. Liczba ludności Krasnopola spadła po wojnie do 1192 mieszkańców. W 1929 we wsi był kościół katolicki oraz synagoga.

## Zabytki
Do rejestru zabytków Narodowego Instytutu Dziedzictwa wpisane są następujące obiekty:
- układ urbanistyczny (część), XVIII/XIX w. (nr rej.: 437 z 28.11.1985)
- kościół parafialny pw. Przemienienia Pańskiego, 1862 (nr rej.: A-916 z 17.08.1992)
- kaplica pw. św. Agaty, drewniana, XIX/XX w. (nr rej.: A-916 z 17.08.1992)
- cmentarz rzymskokatolicki tzw. „stary” (nr rej.: 634 z 11.01.1989)
- cmentarz rzymskokatolicki tzw. „nowy” (nr rej.: 635 z 11.01.1989)
- zadaszenie studni drewniane, Rynek, 1941 (nr rej.: 49 z 9.02.1980)

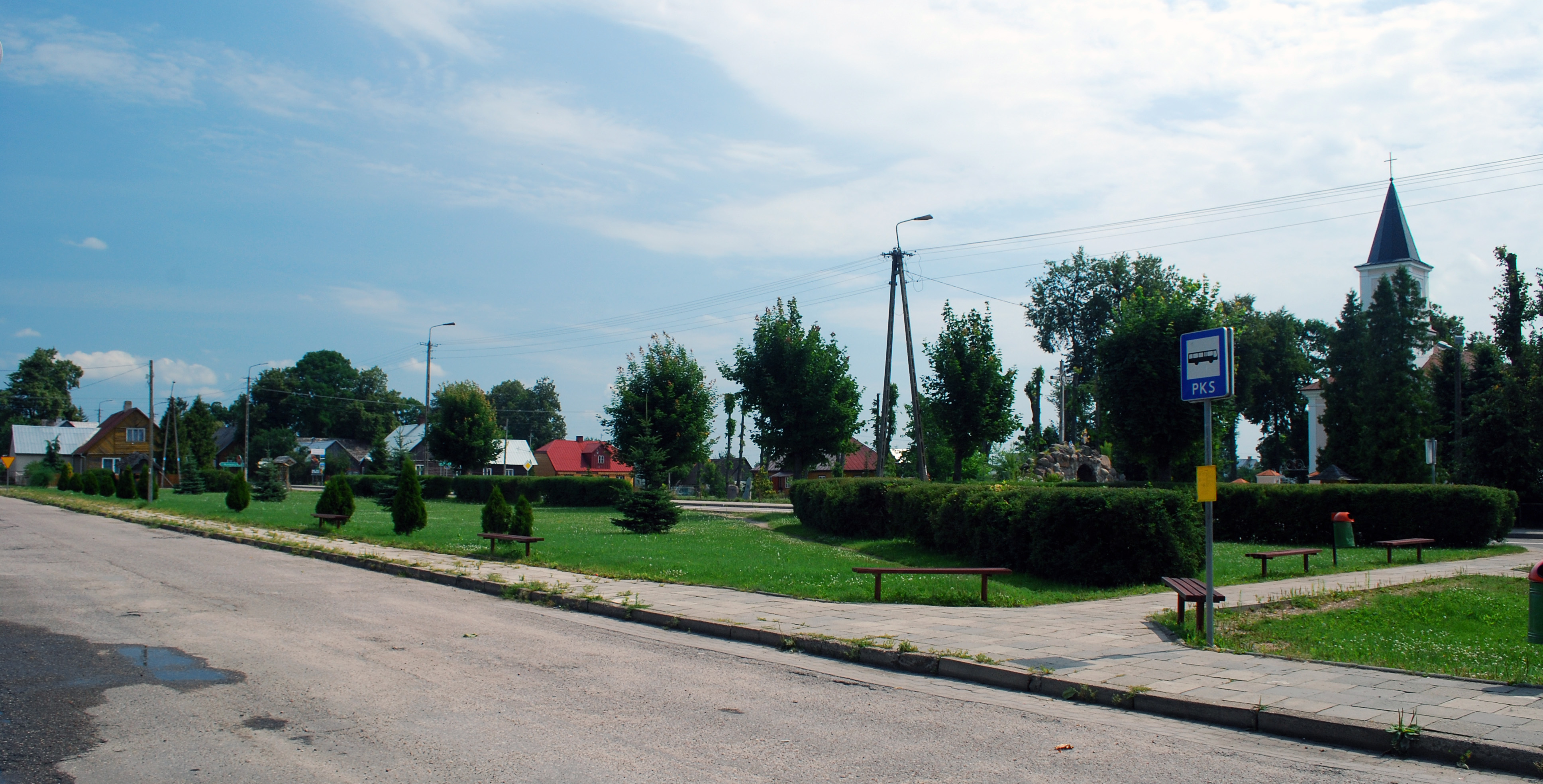
Ul. Wojska Polskiego
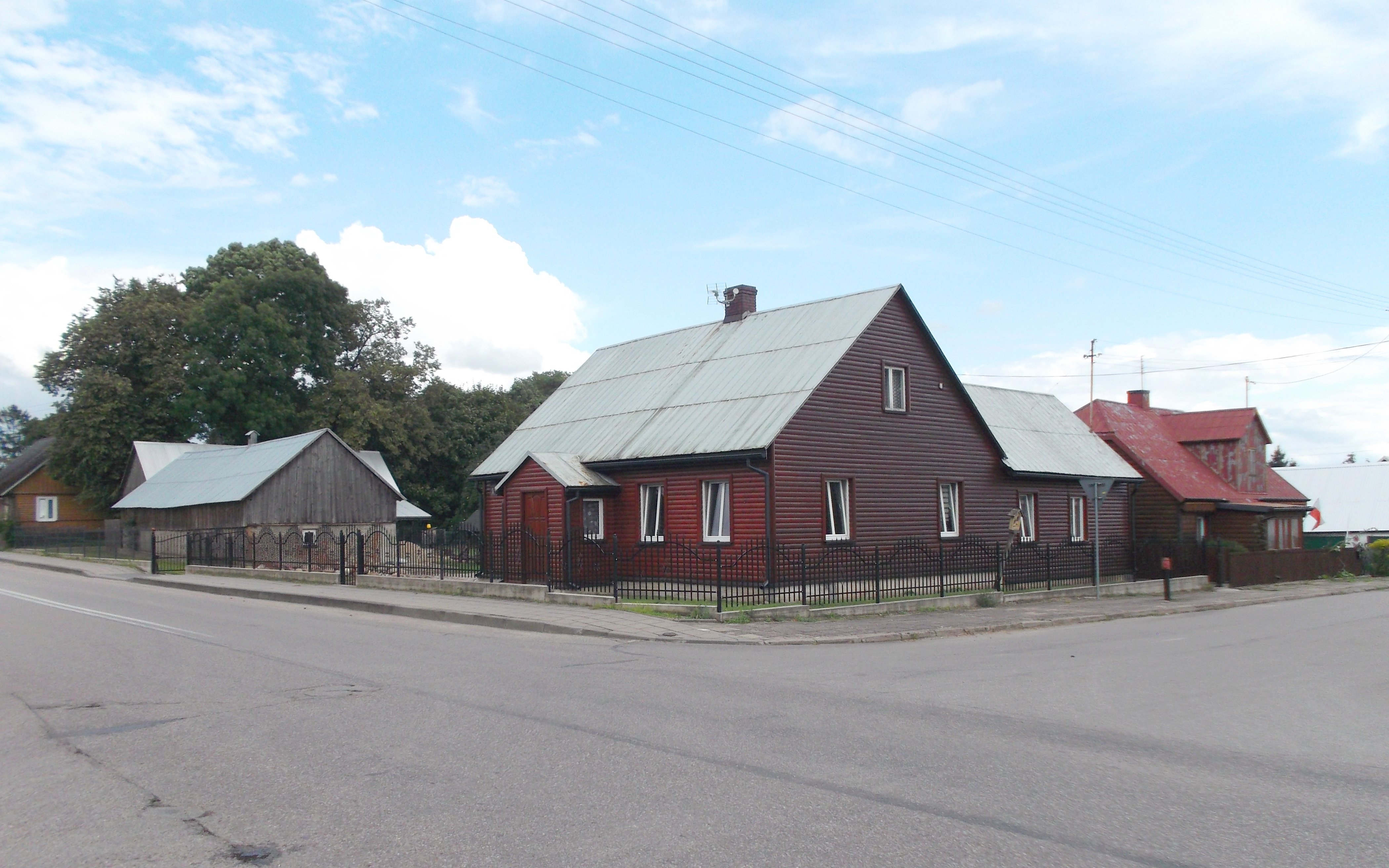
Centrum miejscowości
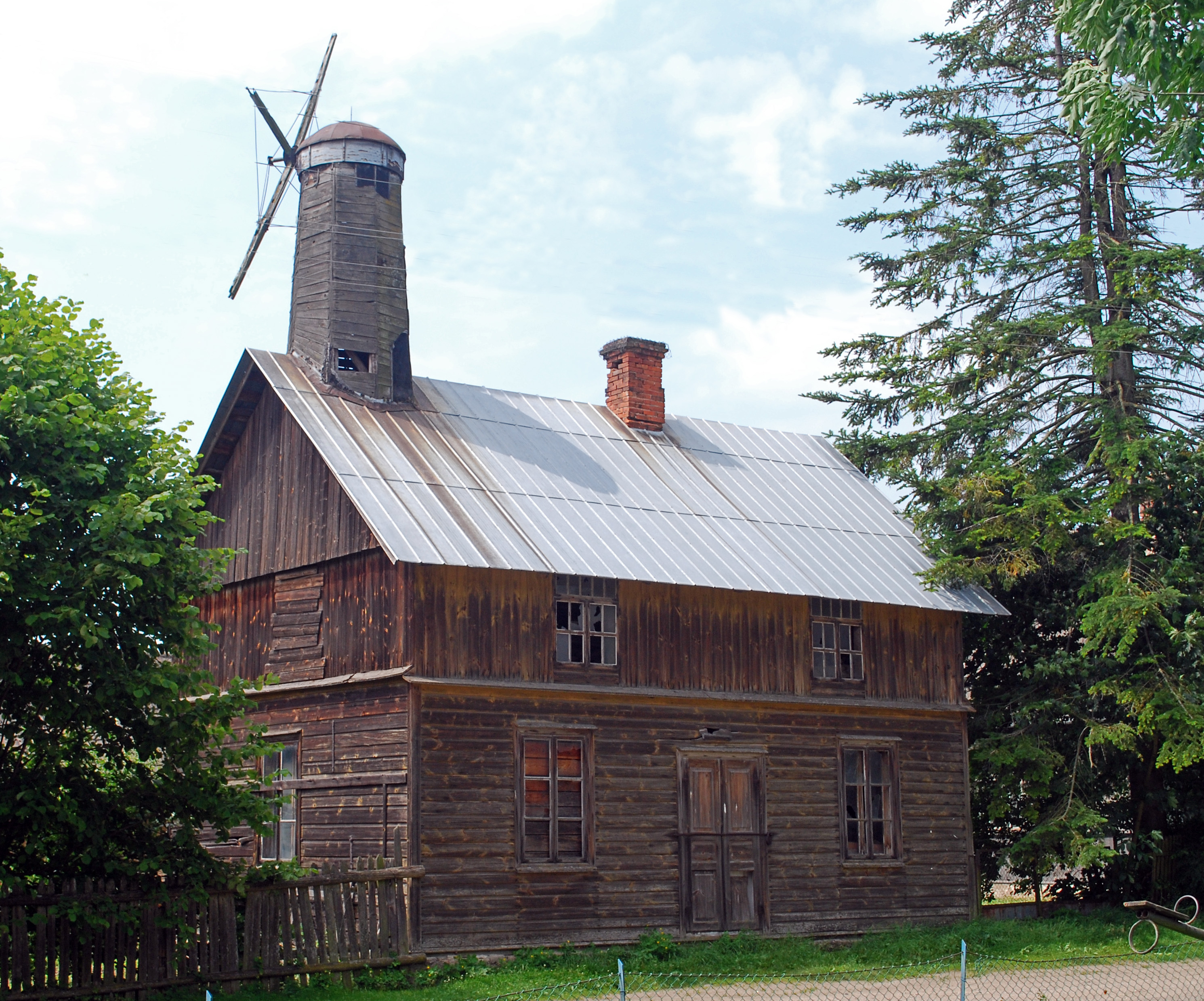
Dom z wiatrakiem
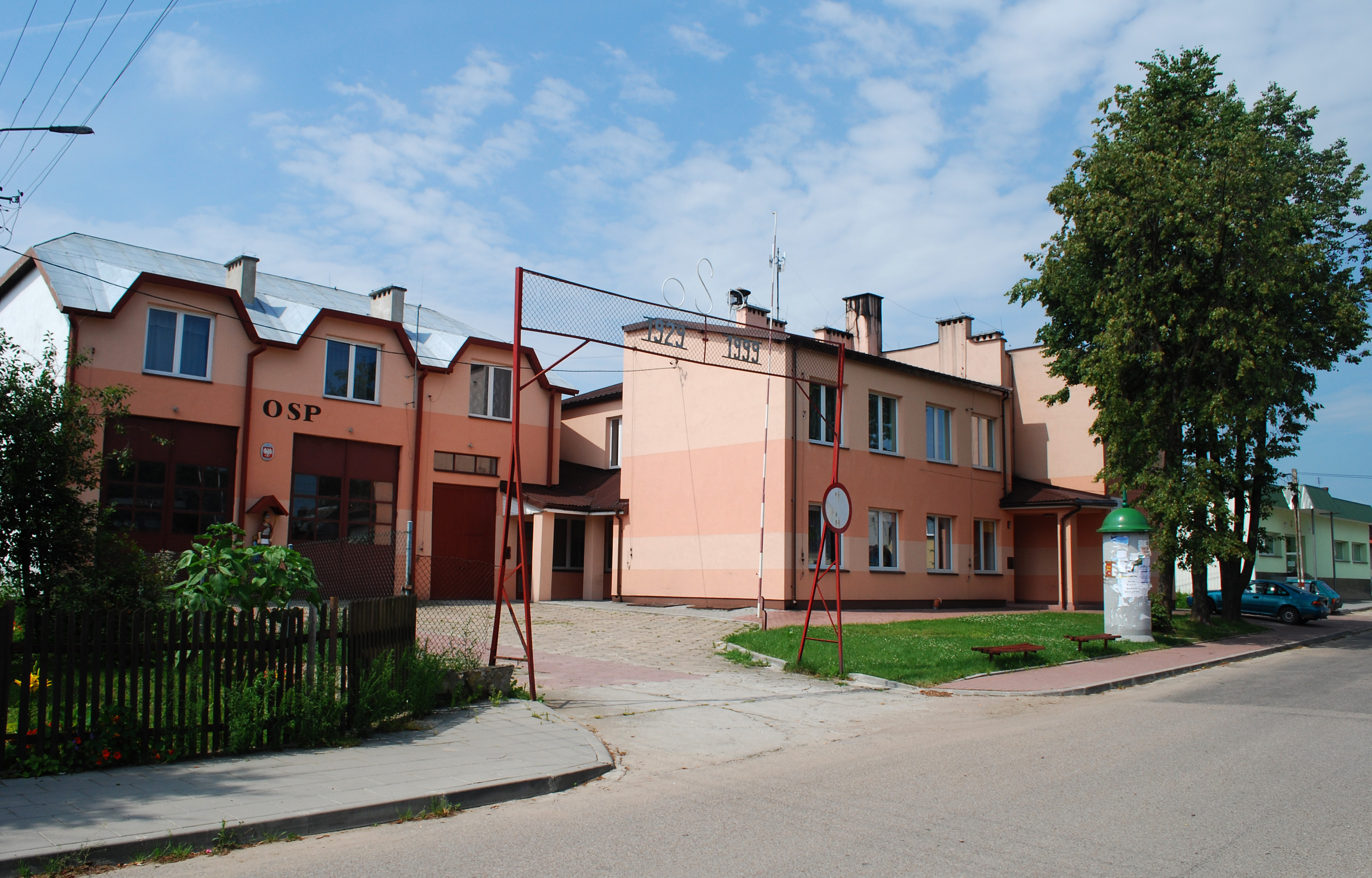
Ochotnicza Straż Pożarna

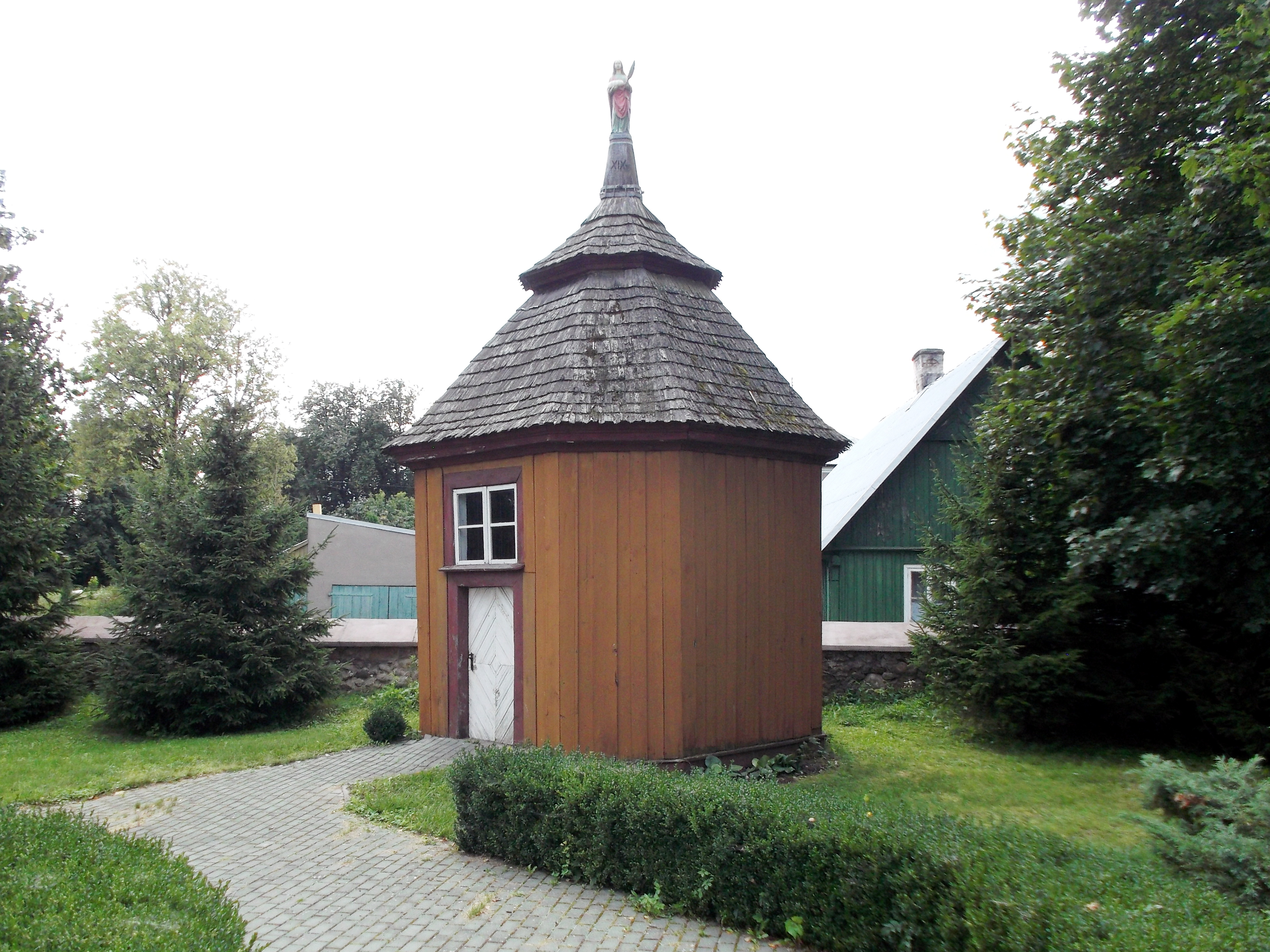
Kaplica św. Agaty
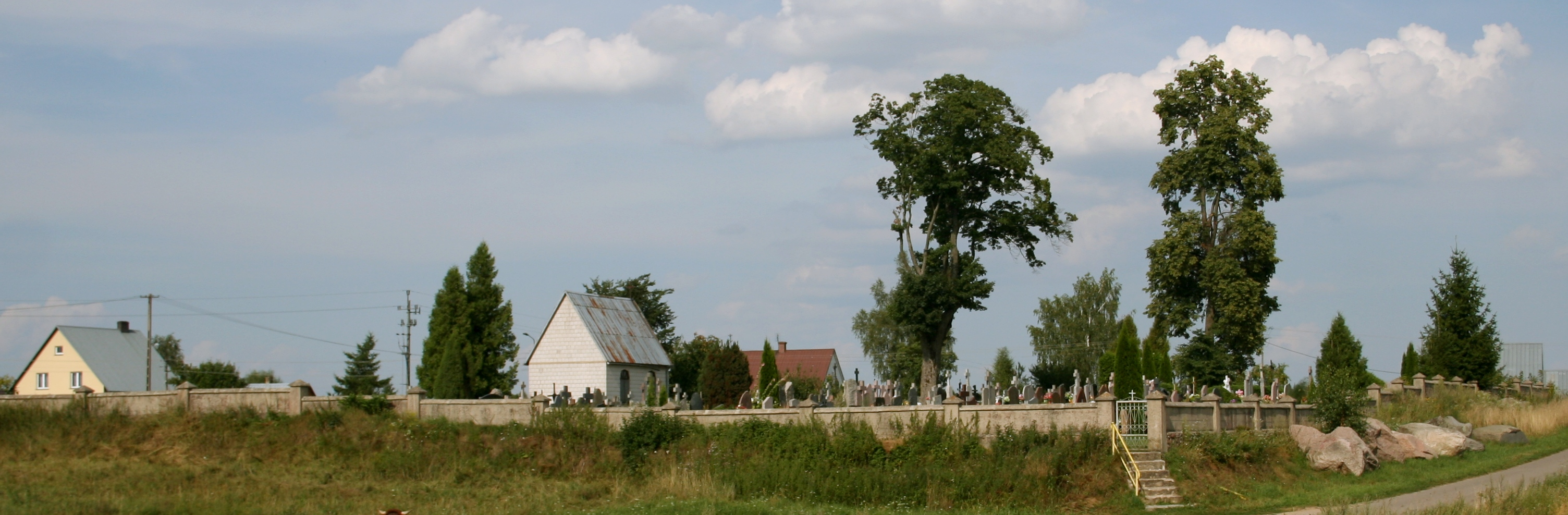
Cmentarz

## Synagoga
Synagoga została wybudowana w 1850. Zlokalizowano ją przy Małym Rynku Żydowskim (obecnie ul. Polna).  Wybudowano ją na planie prostokąta z surowego kamienia, oszkarpowano ją i pokryto gontem. W trakcie okupacji Niemcy zdewastowali synagogę. Po wojnie budynek niszczał, a następnie został przeznaczony na magazyn. Obecnie jest otynkowany i pokryty dachówką.

## Szkoła
Dzieci i młodzież z Gminy Krasnopol uczęszczają do nowego budynku szkoły, w którym mieści się Szkoła Podstawowa im. Jana Pawła II.